# Мартынюк, Денис Александрович
Денис Александрович Мартынюк (26 июля 1979, Капфенберг, Штирия — 13 декабря 2008) — российский хоккеист, нападающий.

## Биография
Родился в австрийском Капфенберге, где в то время выступал его отец хоккеист Александр Мартынюк. Воспитанник ЦСКА. В сезонах 1995/96 — 1996/97 играл за ЦСКА-2, провёл три матча за ЦСКА в сезоне 1996/97. На драфте НХЛ 1997 года был выбран в 8-м раунде под общим 201-м номером клубом «Ванкувер Кэнакс». Играл за «Спартак-2» Москва (1997/98) и «Спартак» Москва (1998/99 — 1999/2000). В сезоне 2000/01 выступал за «Амур» и «Фельдкирх». Два следующих сезона провёл в Северной Америке выступая за команды «Колумбия Инферно» (ECHL, 120 матчей, чемпион Южной конференции 2002/03) и «Манитоба Мус» (28 матчей). Сезон 2003/04 начал в ХК «Рыбинск», затем перешёл в «Кристалл» Саратов. В сезонах 2005/06 — 2006/07 выступал в Белоруссии за «Керамин». В 2007 году в финале чемпионата получил серьёзную травму позвоночника. Через полтора года лечения возобновил тренировки, но 13 декабря 2008 года скончался от остановки сердца в возрасте 29 лет.